# Garcinia multiflora
Garcinia multiflora är en tvåhjärtbladig växtart som beskrevs av John George Champion och George Bentham. Garcinia multiflora ingår i släktet Garcinia och familjen Clusiaceae. Inga underarter finns listade i Catalogue of Life.